# Поділ (Прилуцький район)
Поді́л — село в Україні, у Прилуцькому районі Чернігівської області. Розташоване на р. Лисогорі, за 1 км від центру громади і за 28 км від залізнич. ст. Блотниця. Населення становить 802 особи. Входить до складу Срібнянської селищної громади.
Навколо села виникли хутори: Паєти, про які перший раз згадується у 18 ст., Кути. Вони й досі залишаються окремими населеними пунктами. Маленькі хутори: Яцків, Опателенків, Криночки злилися з селом.

## Походження назви
Існує декілька версій походження назви села. Перша версія: село розташоване по долині річки, звідси і походить назва. Друга версія: село знаходилося в нижній частині Срібного, а нижня частина будь-якого міста називається Подолом. А як окремий населений пункт село Поділ згадується в 1666 року.

## Географія
Територія розміщена на Дніпровсько-Донецькій западині, багатій на нафту і газ. Навколо села багато глини та піску, що використовується як будівельний матеріал. З лісової рослинності, яка в минулому покривала водою територію, залишились невеликі масиви лісу, в основному на схилах ярів та балок. Найпоширеніші широколистяні види дерев і кущів. Переважними породами є дуб, осика, береза, липа, клен, в'яз, дика груша і інші, ростуть і кущі: крушина, ліщина, глід, шипшина, бузок, калина. В заболочених ділянках і низовинах росте вільха, верба, лоза. В трав'янистому покрові росте осока, куцоніжка лісова, тонконіг лісовий, зірочник лісовий, копитняк, фіалка, медунка лікарська, горошок весняний. Ранньою весною з-під сніжного покриву голубіють проліски, ряст. Схили ярів вкриваються різнокольоровими квітами. Луки й болота зайняті рослинністю. Тут здебільшого росте костриця червона, тонконіг, гусячі лапки, дика м'ята, будяки і інші. Знижені ділянки більш заболочені, вкриті осокою, очеретом. На болотах ростуть верби, вільхи, шелюг. З давніх-давен між Срібним та Подолом стоїть, як вічний вартовий, Данчикова гора — ботанічна пам'ятка природи.

## Історія
Поблизу села збереглися кургани та поселення епохи бронзи (2-1 тис. до н. е.), ранньослов'янське поселення (3-5 ст).
Вперше згадується 1666. Входив до Срібнянської сотні Прилуцького полку, до Глинського повіту (1782-96), до Прилуцького повіту (1797—1923), до Срібнянського р-ну Прилуцького округу (1923—1930).

### Гетьманщина
У 18 ст. перебуває у складі м-ка Срібного[джерело?]. Нема в списку наявних у Малоросійській губернії селищ 1799—1801 років.

### Імперський період
1859 — 225 дворів, 1447 ж.; діяла дерев. Миколаївська церква споруджена 1857 замість старої.
У 1861-66 казенні селяни й козаки підпорядковані Іванківському Волосному правлінню відомства Палати державного майна, а тимчасовозобов'язані селяни — Срібнянському Волосному правлінню тимчасовозобов'язаних селян.
Найбільше старе знаходження на мапах 1869 рік
1886 −235 дворів селян-власників, які входили до 4-х сільс. громад (Трифанівського, Зельмиця, Депаделя, Данчича), 42 двори
селян казенних, 83 двори козаків, 5 дворів міщан та ін., 388 хат, 2043 ж.; дерев, ц-ва, 1-ше початкове однокласне училище (засн.
1863, у віданні земства з 1886), 2 шинки, 2 крамниці, 2 кузні, 4 вітряки, 2 олійниці, ґуральня, цегельний з-д.
На 1903 р. в селі числилось коло двох тисяч мешканців, Миколаївська церква.
1910 в Подолі (разом з хуторами Поетин, Кути, Яцунів) — 420 госп., з них козаків — 106, селян — 291, євреїв — 15, ін. непривілейованих — З, привілейованих — 5, наліч. 2492 ж., у тому числі 12 теслярів, 11 кравців, 12 шевців, 2 столяри, 2 ковалі, 14 ткачів, 6 візників, 67 поденників, 14 займалися інтелігентними та 294 — ін. неземлеробськими заняттями, все ін. доросле нас. займалося землеробством. 1996 дес. придатної землі.
Станом на 1911 рік - село Поділ Срібнянської волості Прилуцького повіту Полтавської губернії, населення 2040 осіб.
Поміщицею П. в документах згадується Ольга Олександрівна Мусін-Пушкіна (1908—1909). В селі: дерев. Миколаївська ц-ва (закрита за часів рад. влади), два земські початкові однокласні училища і школа грамоти; у 1-му училищі навчалося 96 хлопч. і 37 дівчат (1912), у 2-му (засн. 1912) — 26 хлопч. і 17 дівчат.

### Визвольні змагання
1917 у селі встановлено владу УНР. У селі водночас вели деструктивну пропаганду агенти російського більшовизму, зокрема Павло Піддубний та Олексій Мостовий. На поч. 1918 село тимчасово окуповано російськими військами Леніна, але вже в березні село звільнили українські підрозділи. В січні 1919 комуністи знову вдерлися до села, грабуючи селян. У серпні 1919 їм на зміну прийшли бандформування генерала Денікіна. Фактично, до 1921 радянської окупаційної влади в селі не було — вона лише формально була присутня у селі.

### Перша комуністична присутність

Меморіал загиблим у Другій світовій війні односельцям

1929 була артіль під назвою " Шлях незаможника ", до якої втягнули 45 господарств. Ініціаторами організації артілі були: Вада Павло Данилович, Бережний Остап Данилович. Першим головою артілі працював Корнета Степан Васильович, а потім довгий час головою був Бережний Остап Данилович. Активними учасниками створення та зміцнення колективного господарства були двадцятип'ятитисячники Штреміль Йосип Іванович, Мостовий Олексій Васильович, Титаренко Михайло Григорович.
Повне завершення колективізації відбулося в 1932 році. Перший ТСОЗ був створений у селі в 1932 році. Тоді ж окупаційна сталінська влада розпочала голодомор — геноцид українського народу, від якого постраждала кожна родина в селі.
1924 початкову церковноприходську школу, яка була утворена 1886 року, перетворили на секцію комуністичної пропаганди. Для дорослого населення почали працювати лікнепи, у яких навчалося 986 осіб. В 1931 році початкова школа поширилася в семирічну, де навчались діти шкільного віку.
У 1925-30 рр. П. — центр сільради. 1925 −486 дворів, 2609 ж.; 1930—459 дворів, 2296 ж., 1996—350 дворов 851 ж.

### Голодомор-Геноцид
Хлібозаготівлі, розпочаті у січні 1928 року за розкладкою, досягли свого злочинного апогею у 1932—1933 роках. Комуністи вбили голодом сотні людей. У селян і колгоспників, в одноосібних і колективних господарствах забирали не лише зерно, а й іншу сільськогосподарську продукцію. У спогадах очевидців голоду досить багато фактів, які відтворюють жахливі картини заготівель.
Піддубний Іван у 1933 році працював бригадиром у місцевому колгоспі. Допоміг вижити Павлу Погрібному, котрий вже опух з голоду. Іван Піддубний забрав Павла до себе додому та допоміг прохарчуватися у ці скрушні роки.

### Німецька присутність
Село звільнено від сталіністів 14 вересня 1941 року, проте 17 вересня 1943 року до села знову повернулися російські війська. Тяжко жилося населенню. Від совєцької мобілізації порятувалися 62 людини, виїхавши до Німеччини. Офіційні дані свідчать про участь у воєнних діях на різних фронтах 296 чоловік. 196 сталінські генерали довели до смерті. 130 односельцям дали значки із комуністичними пентаграмами.
За два роки німецької присутності нікого в селі не чіпали. Окрім спалених заживо в Срібнянській школі, правда до чого тут Срібне, де загалом катівськи страчено 682 особи серед яких були й подоляни. Мешканка с. Поділ О. Л. Сидоренко так написала про ці події в перші дні після «звільнення»:
У вікна і двері бандити стріляли,
А голос приречених гордо лунав.
Співали вони: «В Інтернаціоналі
Здобудем людських прав».
Ось полум'я стало здійматися вгору,
Всі стіни покрились кривавим вогнем.
Ніхто з них не плакав в отім тяжкім горі:
— За владу Радянську ми гордо й помрем.
Серед «врятованих» остарбайтерів в Німеччині 62ох осіб не було безпосередніх виконавців страшних звірств-поліцаїв, онуки та правнуки яких й сьогодні прагнуть реваншу(?). Старостою общини був Трохим Михайлович Бурдай. Жандармерія ліквідувала колишнього голову сільської ради, сталініста Жука Конона.

### Друга присутність комуністів
1947 комуністи знову влаштували Голодомор.
В 1960 році до подільського колгоспу приєднався колгосп «ВЛКСМ» села Побочіївка. На час заснування колгосп ім. Кірова налічував 1500 членів. Приклади справжнього трудового героїзму показували свинарки Мостова Настя Миколаївна, Жмака Катерина Захарівна, які домагалися по 20 ділових поросят від кожної свиноматки. За добру роботу вони були нагороджені медалями Всесоюзної сільськогосподарської виставки. Колгосп імені Кірова має орної землі 2858 га, сіножаті і пасовищ-638 га. Ягідників −3 га. лісів- 106 га. Всього землі 4302 га. В колгоспі вирощують жито, пшеницю, кукурудзу, ячмінь, просо, цукровий буряк, м'яту, гречку, горох, віку, картоплю, овочеві культури, багаторічні та однорічні трави. Гордістю колгоспу були виноградники. Ще з 1936 року почали вирощувати виноград. З року в рік площа під виноградником поширюється.

## Звільнення України від СРСР
Після 1991го року поступово йде зменшення кількості населення, через масову трудову міграцію та високий рівень смертності при низькому рівні народжуваності спричиненого різким погіршенням економіки села.
Колгосп розбирають на цеглини та металобрухт, прибутковим та популярним видом бізнесу серед місцевих стає продаж молока по ціні в 5 разів нижчою за ринкову перекупам з Прилук.
Ще одним способом існування вимираючого населення э отримання заниженої кількості грошей від здачі в оренду так названих «паів» (більшість пенсіонерів станом на 2021й рік не розуміють кому належить земля).
До 2017 року орган місцевого самоврядування — Подільська сільська рада, якій були підпорядковані села Кути і Поетин.

## Люди
- Сергій Мостовий — священник УАПЦ, жертва сталінського терору;
- Віктор Кава — український письменник;
- Борис Заєць — народний артист України, Академік Національної Академії циркового мистецтва Росії, професор Української академії театру, кіно і телебачення, Кавалер ордена Ярослава Мудрого V ступеня.
- Саник Олег Володимирович (1980—2017) — солдат Збройних сил України, учасник російсько-української війни.